# Guitar Hero II

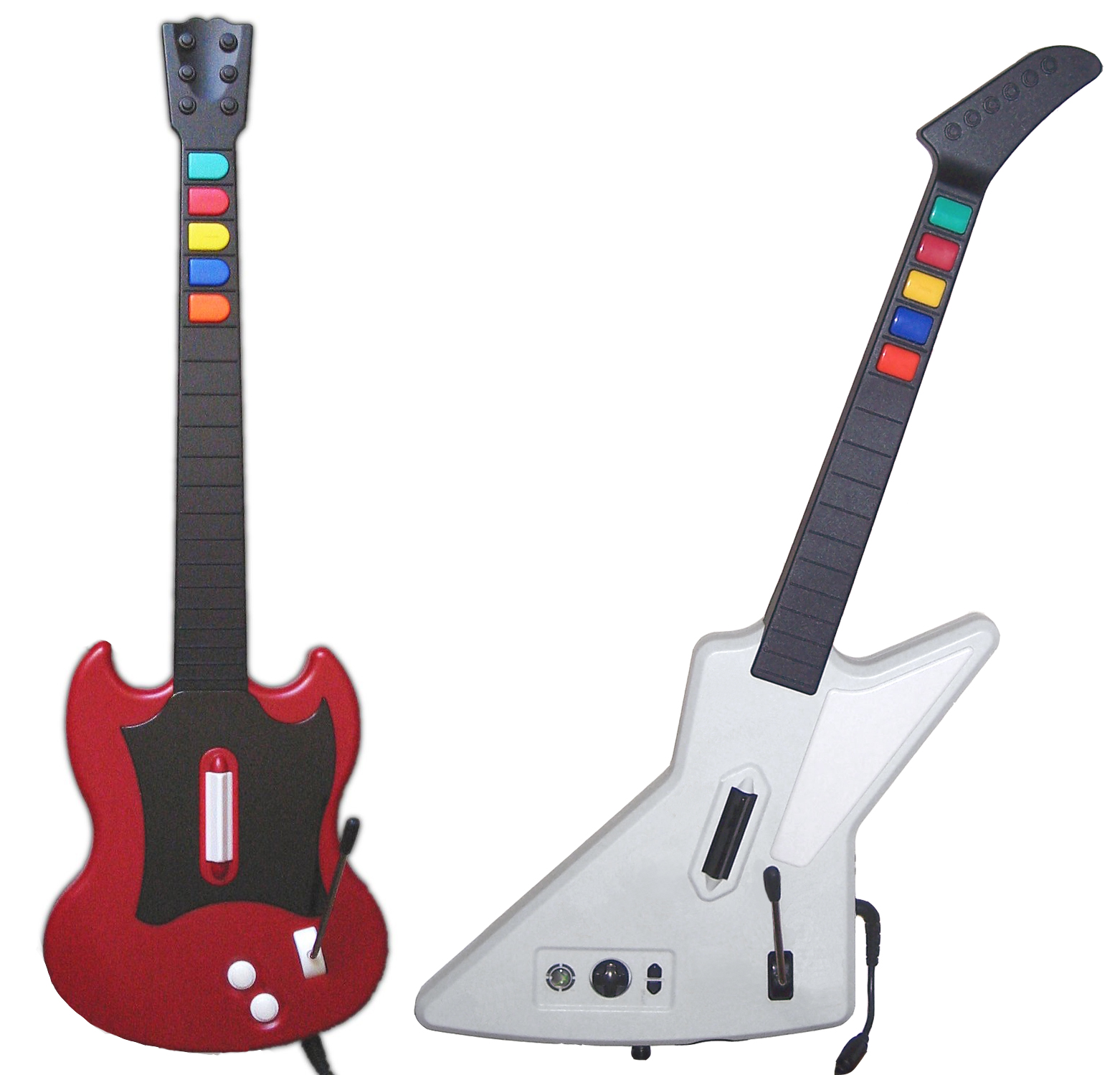
Controllers voor Guitar Hero 2

Guitar Hero II is een muziekspel ontwikkeld door Harmonix Music Systems en gepubliceerd door RedOctane. Het is het tweede spel in de Guitar Hero-reeks en de opvolger van Guitar Hero. Het was eerst uitgebracht voor de PlayStation 2 in november 2006 en voor de Xbox 360 in april 2007. Zoals de eerste Guitar Hero gebruikt de speler een gitaarvormige controller. Op 1 december 2007 is het spel 3,1 miljoen keer verkocht.

## Spel
De speler gebruikt de gitaar om de noten op het scherm in the drukken en te pingelen wanneer ze in de juiste positie staan. De speler kan ook de DualShock 2 of Xbox 360 controller gebruiken om te spelen.
Verschillende veranderingen zijn gemaakt aan de gameplay tegenover Guitar Hero. Hammer-ons en pull-offs zijn nu verbeterd en nu moet je soms drie noten tegelijkertijd in drukken voor drie maal zoveel punten.

### Multiplayermodi
Er zijn drie multiplayermodi:
CooperativeDe ene speler speelt de gitaar terwijl de andere speler ofwel de basgitaar of slaggitaar speelt afhankelijk van het lied. Beide spelers delen de score, rock meter, star power meter en streak vermengingvuldiger. Star power werkt alleen maar wanneer beide spelers het tegelijkertijd activeren.
Face-OffTwee spelers kiezen een lied en apart hun moeilijkheidsgraad en spelen het gekozen deel. De speler met de meeste punten wint. De punten worden gebalanceerd zodat iemand die op easy speelt niet altijd verliest tegen iemand die op expert speelt.
Pro Face-OffDe spelers spelen het volledige lied op dezelfde moeilijkheidsgraad. Voor de PlayStation 2 versie krijg je deze mode wanneer je career mode uitspeelt op eender welke moeilijkheidsgraad terwijl je in de Xbox 360 versie je career mode moet uitspelen op medium of hoger. De speler met de hoogste score wint.

## Platforms
| Jaar | Platform      |
| ---- | ------------- |
| 2006 | PlayStation 2 |
| 2007 | Xbox 360      |

## Ontvangst
De PlayStation 2 versie van Guitar Hero II had vele positieve recensies. Het had een 10/10 gekregen van Official PlayStation Magazine en had de prijs "Game of the Month" gekregen. IGN gaf het spel een 9.5/10, hoger dan het eerste spel in de series en een van IGN hoogste beoordeelde PlayStation 2 spellen ooit. IGN zou later in 2007 een lijst gemaakt hebben "The Top 100 Games of All Time" met Guitar Hero II op de 49ste plaats. GameSpot gaf de PlayStation 2 versie een 8.7/10, en de Xbox 360 versie een 8.9/10.
De Xbox 360 versie had een 9.5/10 gekregen van Official Xbox Magazine, een 4.75/5 van GamePro, een 9.4/10 van IGN, en een 5/5 van Got-Next.
| Beoordeeld door | Platform      | Datum            | Score |
| --------------- | ------------- | ---------------- | ----- |
| Good Game       | PlayStation 2 | 21 november 2006 | 100%  |
| Game Vortex     | Xbox 360      | 2007             | 95%   |
| Softpedia       | PlayStation 2 | 19 februari 2007 | 95%   |
| VicioJuegos.com | Xbox 360      | 29 juni 2007     | 91%   |
| Gamer 2.0       | Xbox 360      | 9 april 2007     | 91%   |
| Darkstation     | Xbox 360      | 3 april 2007     | 90%   |
| Gamers.at       | PlayStation 2 | 29 november 2006 | 90%   |
| Pro-G           | Xbox 360      | 13 juni 2007     | 90%   |
| ActionTrip      | PlayStation 2 | 16 november 2006 | 89%   |
| GameSpot        | PlayStation 2 | 7 november 2006  | 87%   |

## Trivia
- Het spel is opgenomen in het boek 1001 Video Games You Must Play Before You Die van Tony Mott.